# Bambara (Gomboro)
Pour les articles homonymes, voir Bambara (homonymie).
Bambara est une commune rurale située dans le département de Gomboro de la province du Sourou dans la région de la Boucle du Mouhoun au Burkina Faso.

## Éducation et santé
Le centre de soins le plus proche de Bambara est le centre de santé et de promotion sociale (CSPS) de Gomboro tandis que le centre médical avec antenne chirurgicale (CMA) de la province se trouve à Tougan.